# Compendium florae Philadelphicae
Compendium florae Philadelphicae (abreviado Comp. Fl. Philadelph.) es un libro con ilustraciones y descripciones botánicas que fue escrito por el médico botánico, profesor, cirujano naval e ilustrador botánico estadounidense William Paul Crillon Barton y publicado en Filadelfia en el año 1818 en dos volúmenes.